# Nimrud
Nimrud (Nimrúd) bylo starověké asyrské město, které leželo na řece Tigris jižně od Ninive. Ve starověkém období se nazývalo Kalchu (Kalach). Arabové ho později nazývali Nimrud podle legendárního lovce Nimroda.
Město zabíralo území přibližně 41 km² a jeho ruiny bývaly k vidění asi kilometr od vesnice Númaníja, asi 30 kilometrů jihovýchodně od Mosulu.
V letech 2015 a 2016 byly chrámy, památky i archeologická naleziště zničeny příslušníky Islámského státu.

## Historie

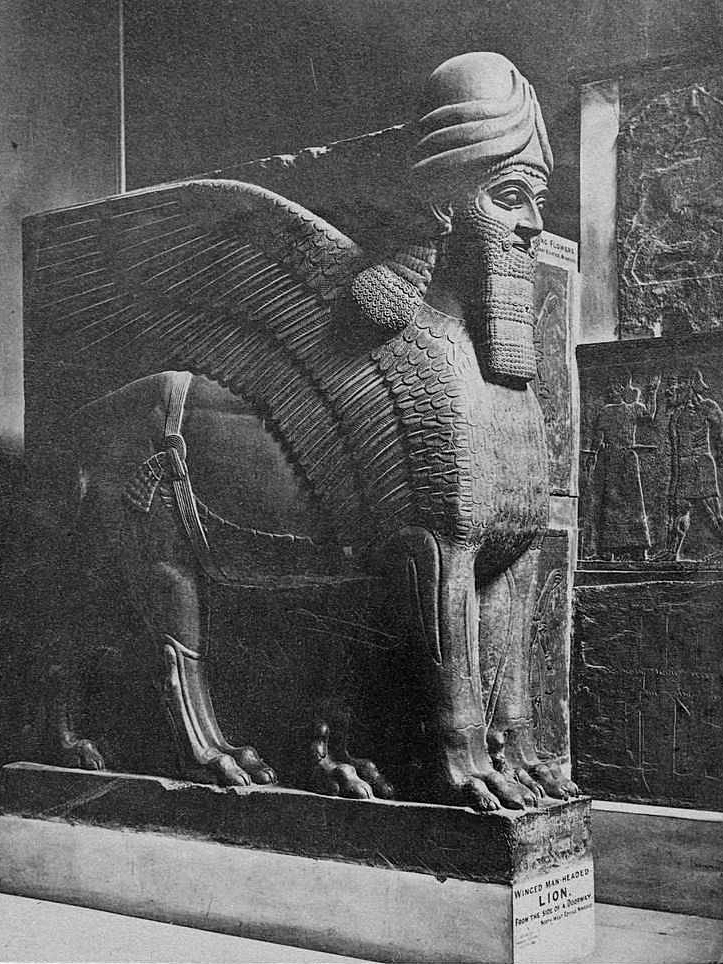
Strážný Lamassu z Nimrudské brány. British Museum.

Nimrud byl identifikován jako biblické město Kalach. Počátky města spadají do období asi 23. století př. n. l., ale opravdu důležitým centrem se stalo za asyrského krále Salmanassara I., který si ho ve 13. stol. př. n. l. vybral za své sídlo. Největší rozmach města pak nastal kolem roku 880 př. n. l., kdy jej král Aššurnasirpal II. ustanovil hlavním městem celé Novoasyrské říše. Aššurnasirpal nechal znovu vybudovat na ruinách zašlé slávy města nové paláce a chrámy.
Velkolepá otevírací ceremonie, slavnosti a opulentní banket v roku 879 př. n. l. je popsán na stéle objevené při archeologických vykopávkách v této lokalitě. Město Aššurnasirpala II. bylo domovem až 100 000 obyvatel a mělo např. botanickou a zoologickou zahradu. Jeho syn Salmanassar III. pokračoval ve výstavbě města, když nechal postavit tzv. Velký zikkurat a k němu přiléhající chrám. Nechal zde také vybudovat svůj sídelní palác, který dnes slouží jako muzeum. Je to jeden z pouhých dvou zachovaných asyrských paláců (tím druhým je Sinacheribův palác v Ninive).
Kalchu zůstalo hlavním asyrským městem až přibližně do r. 713 př. n. l., kdy ho vystřídal nejprve Chorsábád a později Ninive. I poté zůstalo důležitým centrem a sídlem novoasyrských králů až do r. 612 př. n. l., kdy byla Asýrie rozdrcena invazí Médů a Babyloňanů.
Název Nimrud ve spojitosti s touto lokalitou byl poprvé použit v dopisech Carstena Niebuhra z Mosulu v březnu 1766. Název je dáván do souvislosti s Nimrodem – lovcem (např. Genesis 10:11–12)

## Archeologie

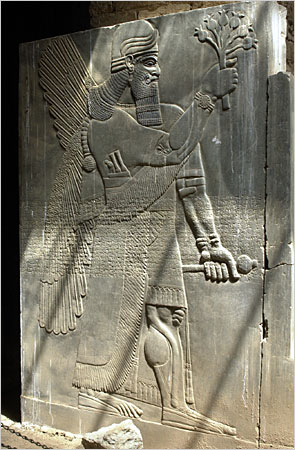
Stéla z Nimrudu.

Lokalita byla poprvé prozkoumána v letech 1845–1851 britským archeologem A. H. Layardem, který ji považoval za část Ninive (odtud pochází pojmenování naleziště v názvech raných prací o Nimrudu). Layardovy knihy „Monumenty z Ninive“ a „Ninive a jeho pozůstatky“ odkazují právě k tomuto nalezišti. Další práce zde prováděli např. Hormuzd Rassam (1853–54 a 1877–79), W.K. Loftus (1854–55), George Smith (1873), Max Mallowan (1949–57), David Oates (1958–62), Julian Orchard (1963), irácká nadace (1956, 1959–60, 1969–78 a 1982–92), Janusz Meuzynski (1974–76), Paolo Fiorina (1987–89), a John Curtis (1989).
Při vykopávkách bylo nalezeno mj. mnoho soch a písemných záznamů. Socha Aššurnasirpala II. byla nalezena téměř nepoškozena, stejně jako sochy obrovských okřídlených lamassu a šédu, střežících vstup do paláce (každá ze soch váží mezi 9–27 tunami). Díky nálezům množství záznamů a nápisů o králi Aššurnasirpalu II. je období jeho vlády dokladováno mnohem lépe ve srovnání s jinými vladaři tohoto období. Části naleziště byly označeny jako chrámy Ninurty a Enlila, a další z budov byla zasvěcena bohu Nabuovi. Nalezeno bylo také rozsáhlé městské opevnění a hradby.
Dále byly objeveny paláce králů Aššurnasirpala II., Salmanassara III. a Tiglatpilesara III. Roku 1846 zde Layard nalezl slavný Salmanassarův černý obelisk. Monument je cca 2 metry vysoký a je na něm popis králových vítězství v letech 859–824 př. n. l.
Známým je i tzv. „Nimrudský poklad“ – sbírka 613 kusů zlatých klenotů a drahokamů. Ten přežil válku v Iráku r. 2003 v bankovním sejfu, v kterém byl uschován do svého „znovuobjevení“.
V letech 2015 a 2016 byly chrámy, památky i archeologická naleziště zničeny džihádisty z Islámského státu.